# リベリアの行政区画
リベリアの行政区画（リベリアのぎょうせいくかく）は、郡（英語: County）、地区（District）、氏族区（Clan）に分かれている。中央政府は郡長を任命し、郡はさらに地区（District）に分かれ、地区長がいる。また最高部族長と族長、町長がいる。
リベリアは強力な中央集権国家で、地方分権はあまり進んでいない。1920年代にモンロビアをはじめとする都市の自治権は剥奪され、大統領が任命した委員会による統治に切り替えられた。また伝統と慣習によって自治を行っていた氏族区や首長区は国家に統合され、酋長は中央政府の代理人として地方を統治した。現行の1986年憲法では大統領が地方自治体の役人を選解任する権限を与えられている。地方選挙は財政難と内戦の影響で1985年以降実施されておらず、地方政府の首長は大統領が任命している。

## 郡

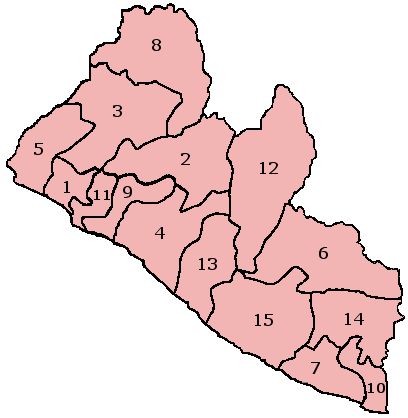
リベリアの行政区画

リベリアの行政区画（異なる郡境のバージョン）

2001年以降、リベリアは15の郡（英語: County）に分けられる。
知事に相当する郡長は正式には郡監督官（County Superintendent）と呼ばれ、内務省の下で郡を監督する。郡監督官は内務省以外の省庁とは関係を持っていないため、教育や保険など他省が管轄する公共サービスの提供に混乱が生じる原因となっている。
| #  | 郡                       | 英語名           | 中心地           | 人口 (2022年) | 面積 (km2) | 人口密度 | 創設年 |
| -- | ------------------------ | ---------------- | ---------------- | ------------- | ---------- | -------- | ------ |
| 1  | ボミ郡                   | Bomi             | タブマンバーグ   | 133,705       | 1,942      | 69       | 1984年 |
| 2  | ボン郡                   | Bong             | バルンガ         | 467,561       | 8,769      | 53       | 1964年 |
| 3  | バルポル郡               | Gbarpolu         | ボポル           | 95,995        | 9,685      | 10       | 2001年 |
| 4  | グランドバッサ郡         | Grand Bassa      | ブキャナン       | 293,689       | 7,932      | 37       | 1839年 |
| 5  | グランドケープマウント郡 | Grand Cape Mount | ロバーツポート   | 178,867       | 5,160      | 35       | 1847年 |
| 6  | グランドゲデ郡           | Grand Gedeh      | ズウェドル       | 216,692       | 10,480     | 21       | 1964年 |
| 7  | グランドクル郡           | Grand Kru        | バークレービル   | 109,342       | 3,894      | 28       | 1984年 |
| 8  | ロファ郡                 | Lofa             | ヴォインジャマ   | 367,376       | 9,978      | 37       | 1964年 |
| 9  | マージビ郡               | Margibi          | カカタ           | 304,946       | 2,615      | 117      | 1985年 |
| 10 | メリーランド郡           | Maryland         | ハーパー         | 172,587       | 2,296      | 75       | 1857年 |
| 11 | モンセラード郡           | Montserrado      | ベンソンビル     | 1,920,965     | 1,908      | 1,007    | 1839年 |
| 12 | ニンバ郡                 | Nimba            | サニケリエ       | 621,841       | 11,546     | 54       | 1964年 |
| 13 | リバーセス郡             | River Cess       | セストスシティ   | 90,819        | 5,592      | 16       | 1985年 |
| 14 | リバージー郡             | River Gee        | フィッシュタウン | 124,653       | 5,110      | 24       | 2000年 |
| 15 | シノエ郡                 | Sinoe            | グリーンビル     | 151,149       | 10,133     | 15       | 1847年 |

### 歴史

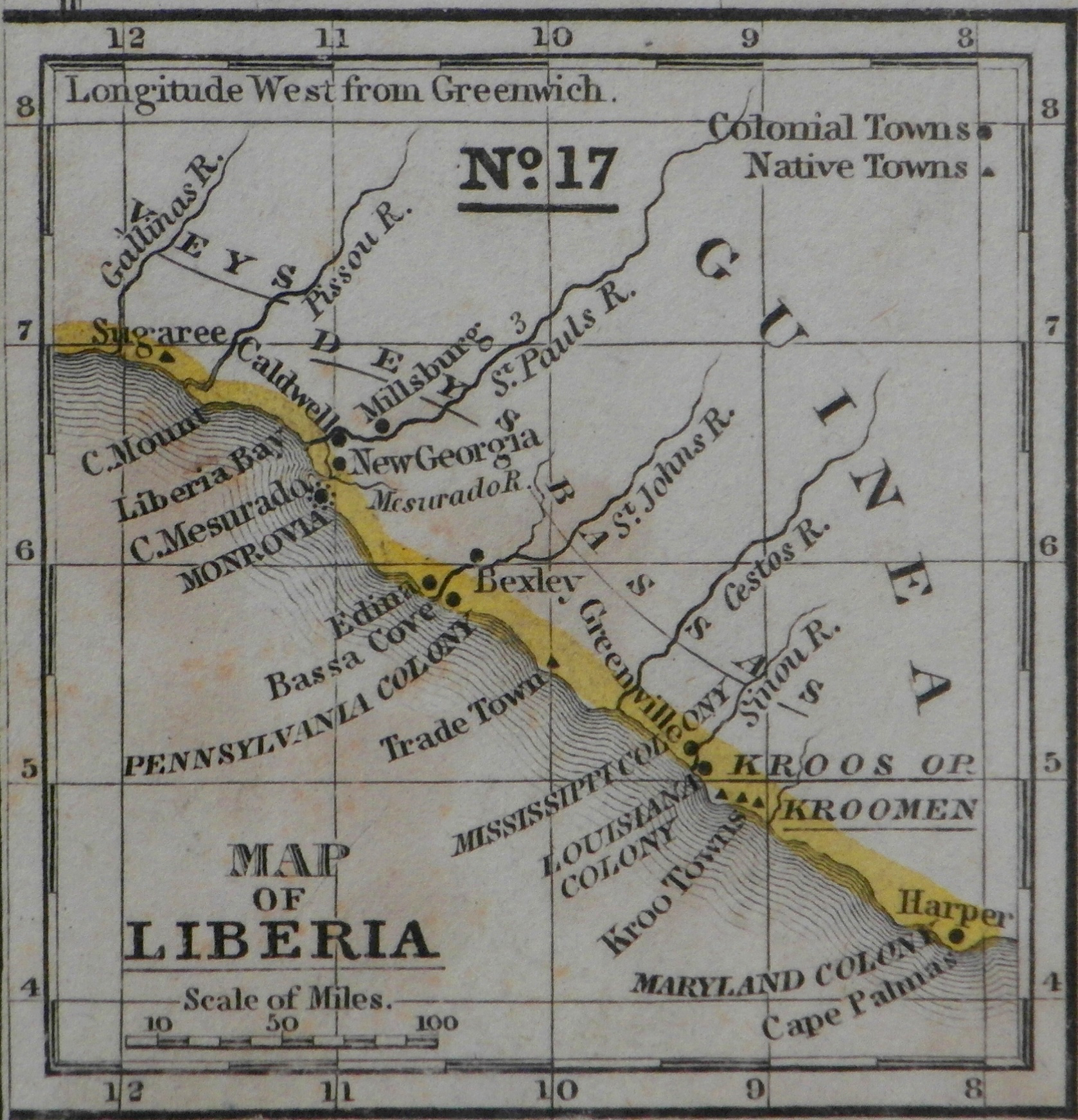
1839年のリベリア

1820年代より、アメリカ植民協会によってリベリア植民地の各地に入植地が建設された。モンロビア、ニュージョージア、コールドウェル、ミルズバーグ、マーシャル、ベクスリー、バッサコーブ、エディナの8つの入植地は1839年1月5日にリベリア連邦（Commonwealth of Liberia）を結成した。モンロビア、ニュージョージア、コールドウェル、ミルズバーグはグランドバッサ郡を、マーシャル、ベクスリー、バッサコーブ、エディナはモンセラード郡を形成した。
1847年7月26日、リベリア連邦はリベリア共和国（Republic of Liberia）として独立を宣言した。1847年憲法によってリベリアはグランドバッサ郡、モンセラード郡、グランドケープマウント郡、メリーランド郡（1857年までは名目上）、シノエ郡とマーシャル準州、中部州、東部州、西部州に分割された。準州（Territory）は郡に従属する準行政区画で、マーシャル準州はモンセラード郡に属していた。州（Province）は内陸部に設置された行政区画で、郡部から派遣された役人によって管理されていた。郡境は当時の交通手段で移動できる範囲で決定され、郡と州の境界は海岸から40マイルであった。なおメリーランド植民地はリベリアに合流せずにメリーランド共和国として独立を宣言したが、1857年4月25日にメリーランド郡として編入された。
1887年、リバーセス地区が設立された。1922年2月8日、モンロビアがモンロビア連邦区としてモンセラード郡から分離した。1955年2月19日、リバーセス地区が準州に昇格した。
| 名称                     | 中心地         | 人口 (1947年) | 地区もしくは準州                         |
| ------------------------ | -------------- | ------------- | ---------------------------------------- |
| 中部州                   | ガンタ         | 550,857       | グバンガ、カカタ、サニケリエ、タペタ     |
| 東部州                   | チェン         | 153,077       | チェン、ウェボ                           |
| グランドバッサ郡         | ブキャナン     | 202,104       | リバーセス地区                           |
| グランドケープマウント郡 | ロバーツポート | 46,299        |                                          |
| メリーランド郡           | ハーパー       | 114,896       |                                          |
| モンセラード郡           | モンロビア     | 1,230,932     | マーシャル準州                           |
| シノエ郡                 | グリーンビル   | 88,030        |                                          |
| 西部州                   | コラフン       | 273,859       | コラフン＝ヴォインジャマ、スーン＝ボポル |

1959年時点の行政区画
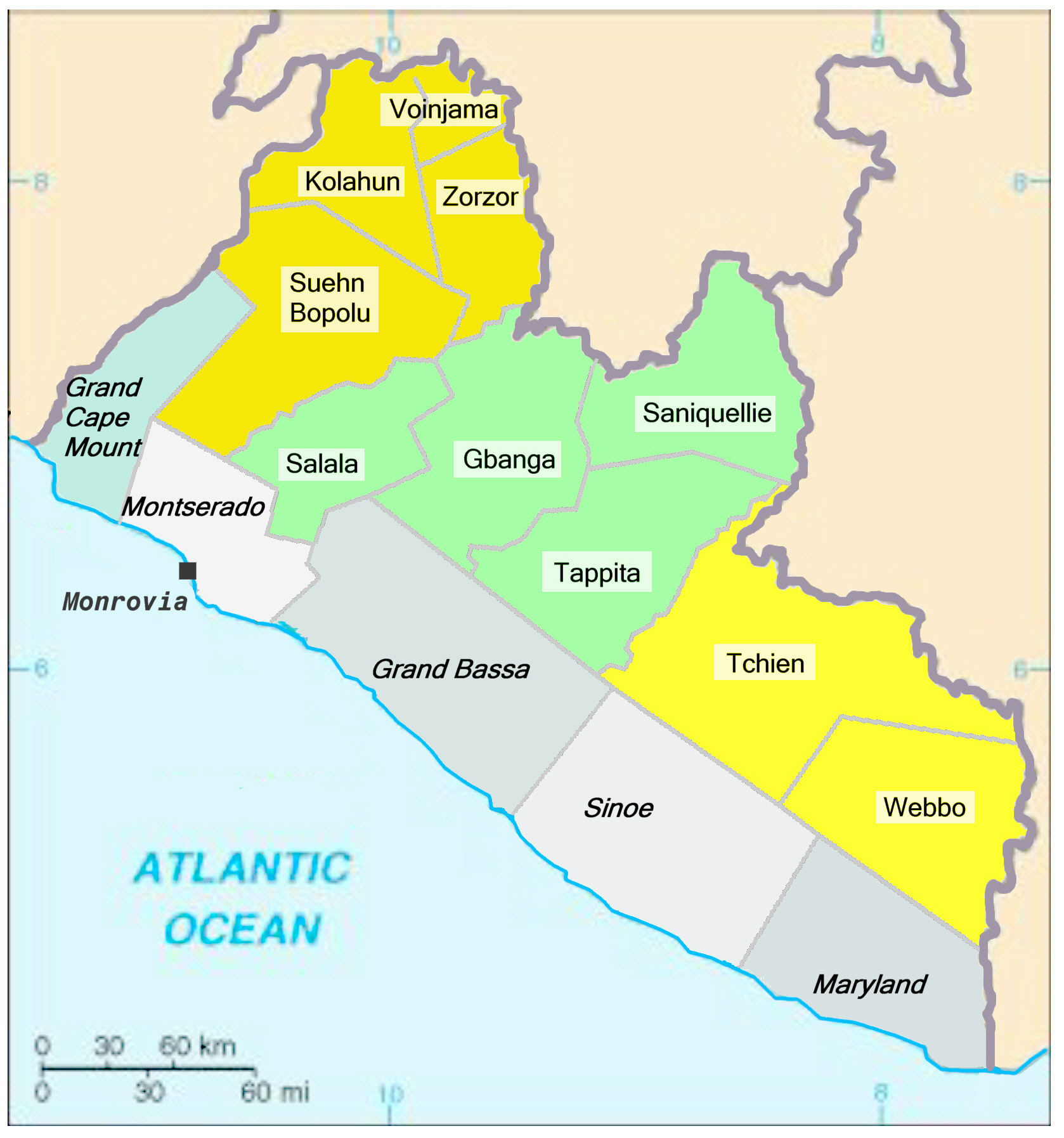
郡、州と地区の地図（1964年以前）

1960年に郡と州の不平等が最高裁判所によって憲法違反と判断されたため、1964年7月26日にすべての州は解体された。州の領域は既存の郡にある程度編入された後、中部州の残りはボン郡とニンバ郡、東部州の残りはグランドゲデ郡、西部州の残りはロファ郡となった。1973年8月16日、モンロビア連邦区は廃止されモンロビアはモンセラード郡に編入された。
州廃止後も準州は残っていたが、1984年5月19日にモンセラード郡のボミ準州がボミ郡に、7月19日にメリーランド郡のクルコースト準州とサスタウン準州が合併してグランドクル郡に、1985年4月18日にグランドバッサ郡のリバーセス準州がリバーセス郡に、12月13日にモンセラード郡のマーシャル準州とジビ準州が合併してマージビ郡にそれぞれ昇格し、すべての準州は姿を消した。
2000年6月、リバージー郡がグランドゲデ郡から分立した。2001年1月、バルポル郡がロファ郡から分立した。

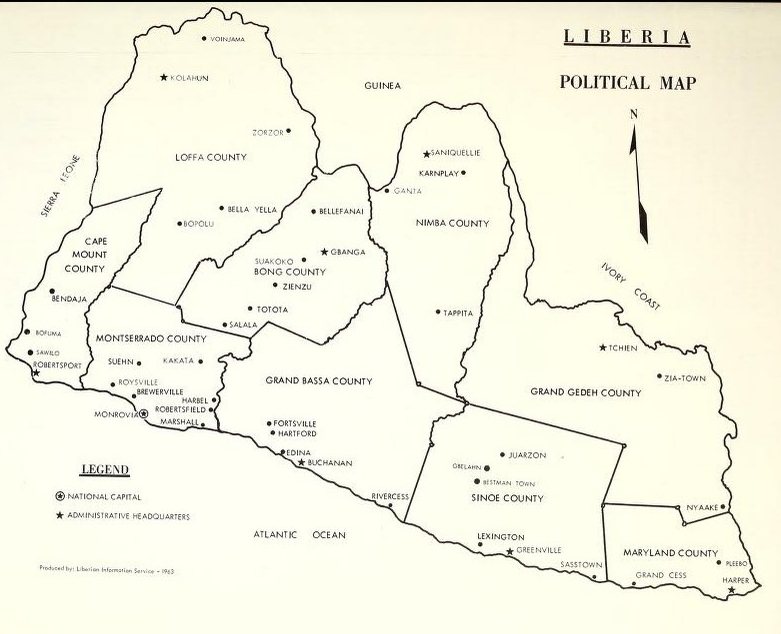
1965年
1996年

## 地区

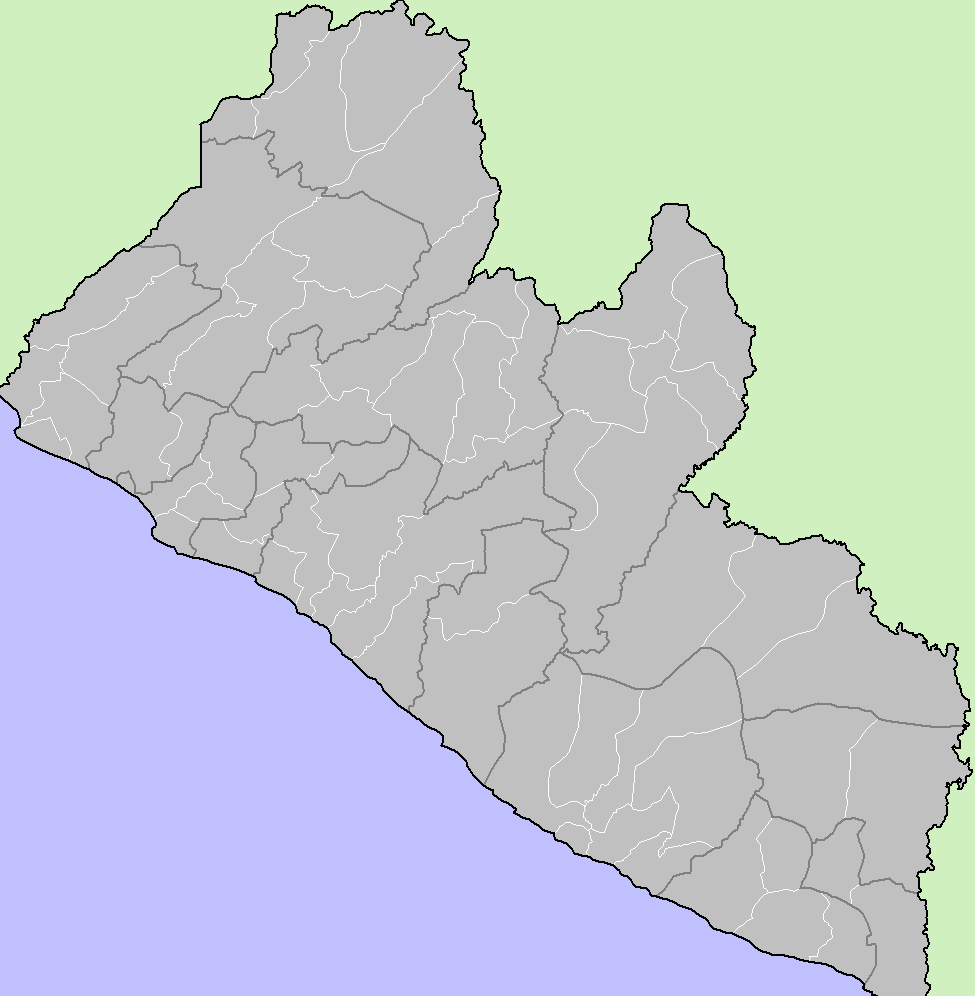
リベリアの地区

2008年国勢調査の時点で、郡の下には136の地区（英語: District）が設置されている。

## 氏族区

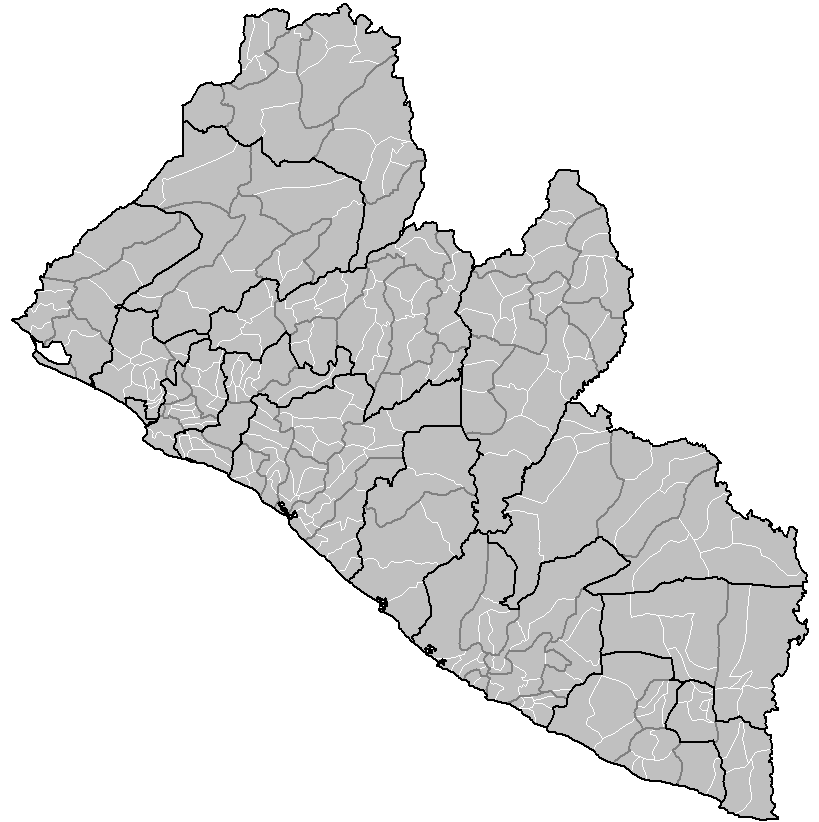
リベリアの氏族区

氏族区（英語: Clan）は、主にアフリカ原住民を統治するために設置された。1907年に導入された氏族制度はイギリス式の「間接統治」を模しているが、団結するのを防ぐため伝統的な氏族区分を分断するように設定されている。いくつかの氏族区は首長区（Chiefdom）にまとめられ、酋長によって統治された。酋長はリベリアの法規や公共の利益に反しない限りは地元の慣習に従って統治することが求められていたが、その後中央政府は酋長の権限を制限し、より厳しい監視下に置いた。こうして1920年代までに中央政府に統合され、伝統的な統治システムは崩壊した。